# Biały terror (Francja)
Biały terror – fala represji dokonywanych przez rojalistów na osobach podejrzewanych o sympatie rewolucyjne lub bonapartystowskie po ostatecznym upadku Napoleona I, głównie na południu Francji.

## Przyczyny
Po ustanowieniu Restauracji Burbonów we Francji w 1814 do kraju powróciły tysiące dawnych emigrantów - arystokratów, którzy uciekli z kraju w czasie Wielkiej rewolucji francuskiej. Pragnęli oni wziąć odwet za zaprowadzone w jej okresie zmiany ustrojowe i za terror jakobiński. Grupa ta, skupiona wokół brata króla Ludwika XVIII Karola X, domagała się oddania dawnym właścicielom dóbr skonfiskowanych w czasie rewolucji oraz surowego ukarania jej uczestników.
Gniew rojalistyczny wzmogło jeszcze 100 dni Napoleona, w czasie których Bonaparte na krótki czas przywrócił dawne napoleońskie ustawodawstwo, likwidując pierwsze wprowadzone przez Restaurację prawa na korzyść imigrantów. Po upadku Bonapartego rojaliści przystąpili zatem do działania, chociaż sam Ludwik XVIII, nie chcąc nowych społecznych niepokojów, nawoływał do umiarkowania, a nawet powołał rząd, w którym dawni bonapartyści zasiadali razem z rojalistami.

## Terror "ludowy"
Mimo takiego stanowiska króla, jego brat niedwuznacznie popierał ultrasów, którzy zorganizowali się w uzbrojone grupy odznaczające się noszoną zieloną kokardą (zielony był kolorem Karola X). Rojaliści znaleźli społeczne oparcie w tradycyjnie konserwatywnych regionach Wandei, Bretanii oraz Prowansji. Szczególnie krwawy przebieg miały wydarzenia w Marsylii, Tuluzie, gdzie z rąk uzbrojonych grup zginęło po kilkudziesięciu żołnierzy i oficerów, którzy ongiś przeszli na stronę Napoleona. Grupy te przyjmowały podniosłe nazwy i skomplikowaną symbolikę konspiracyjną.
Obok zorganizowanych grup atakujących konkretne osoby, miały miejsce również spontaniczne akty przemocy przeciwko bonapartystom. W Marsylii lud miejski zmasakrował grupę dawnych gwardzistów imperialnych. W Awinionie zamordowany został w ten sposób marszałek Brune, bohater czasów Cesarstwa; w Tuluzie generał Jean Ramel, wcześniej aktywny w walce przeciw rojalistom.
Równocześnie duża część społeczeństwa oraz burżuazja tych obszarów protestowała przeciwko mordom, co w niektórych departamentach kończyło się tragicznie. W departamencie Gard grupa z Trestaillonsem na czele wymordowała kilkadziesiąt przypadkowych osób, uznanych za zwolenników rewolucji. Rojaliści dokonali masakr w więzieniach, do których trafili wcześniej inni podejrzani o bonapartyzm. Kolejne setki mieszkańców południa ratowały się ucieczką.
Fala terroru wygasła jesienią 1815. Rząd ani wojska koalicyjne na terenie Francji nie podjęły żadnych środków w odniesieniu do jego uczestników, podobnie jak nie próbowały z nim walczyć w czasie jego trwania.

## "Terror oficjalny"
Nowa fala ataków na bonapartystów oraz dawnych rewolucjonistów przyszła razem z wyborami do Izby Deputowanych, które dały zdecydowany sukces ultrasom. Rząd księcia de Richelieu, w którym zasiadali zdecydowani konserwatyści, usunął 1/4 aparatu administracyjnego, wprowadzając do niego swoich ludzi. Ponadto ok. 7 tys. Francuzów zostało aresztowanych za "przestępstwa polityczne" (« délit politique »), z czego zdecydowana większość (6. tys.) została uznana za winnych i skazana. Najsurowsze wyroki zapadły na generałów, którzy w czasie Stu Dni poparli Bonapartego: La Bédoyère'a, Mouton-Duverneta, marszałka Neya, którzy zostali rozstrzelani. W styczniu 1816 skazano na banicję wszystkich dawnych członków Konwentu, którzy zagłosowali za śmiercią Ludwika XVI, określonych jako królobójcy. Sądzenie za przestępstwa polityczne ułatwiały przegłosowane przez Izbę ustawy o zezwoleniu na uwięzienie bez wyroku osób podejrzewanych o bonapartyzm lub sympatyzowanie z rewolucją oraz o zniesieniu prawa do apelacji w procesach politycznych. Za sprawą tych przepisów ukarano ok. 250 osób, jednak Ludwik XVIII zniósł je, zmieniając kurs polityki wewnętrznej na bardziej umiarkowany. Koniec "terroru oficjalnego" przyniosło rozwiązanie Izby 5 września 1816.

## W literaturze
- Tytułowy bohater "Hrabiego Monte Christo" jednej z najsłynniejszych powieści Aleksandra Dumasa, Edmund Dantes został uwięziony na podstawie prawa o zatrzymywaniu na czas nieokreślony bez wyroku osób podejrzanych o bonapartyzm. W dalszym toku powieści autor opisuje biały terror w Nîmes oraz brak reakcji władz na dokonujące się tam masakry.